# Мусіно (Волоколамський район)
Мусіно  (рос. Мусино) - присілок у Волоколамському районі Московської області Російської Федерації.
Орган місцевого самоврядування - сільське поселення Ярополецьке. Населення становить 116 осіб (2016).

## Історія
З 14 січня 1929 року входить до складу новоутвореної Московської області. Раніше належало до Волоколамського повіту Московської губернії.
Сучасне адміністративне підпорядкування сільському поселенню з 2006 року.

## Населення
| 1852 | 1859 | 1926 | 2002 | 2006 | 2010 | 2013 |
| ---- | ---- | ---- | ---- | ---- | ---- | ---- |
| 299  | ↗303 | ↗373 | ↘86  | ↘36  | ↗102 | ↗114 |
| 2014 | 2015 | 2016 |      |      |      |      |
| ↗119 | ↘113 | ↗116 |      |      |      |      |